# Bupalus albida
Bupalus albida là một loài bướm đêm trong họ Geometridae.